# تراغانو
تراغانون (Τραγανόν) هي مدينة في إليا في مقاطعة كينتريكي إلادا في اليونان.